# メトロイドプライム フェデレーションフォース
『メトロイドプライム フェデレーションフォース』は、Next Level Gamesが開発し、任天堂より2016年8月25日に発売されたニンテンドー3DS用ゲームソフト。アメリカでは同年8月19日、ヨーロッパでは同年9月2日に発売。

## 概要
『メトロイドプライムシリーズ』の新作として2009年頃から開発が開始し、携帯ゲーム機でのオンラインマルチプレイゲームを目標に開発が進められた。当時は『ニンテンドーDSi』で開発をしていたがマシンスペックの問題から開発を中断。後に高いマシンスペックかつCスティックを搭載した『Newニンテンドー3DS』が登場したため開発が再開された。
ストーリーはこれまでのメトロイドシリーズに度々登場していたが、ゲーム中では主体的には描かれていなかった『銀河連邦』と『スペースパイレーツ』の戦いが主軸となっている。そのため、これまでシリーズ作品の主人公であった『サムス・アラン』はメインのプレイヤーキャラとしては登場しない。プロデューサーの田邊は「10年以上前からこのストーリーをやりたかった」と語っている。また、携帯ゲーム機の小さな画面では画面上のものが小さくなってしまう問題があったため、キャラクターの頭身が全体的に下げられている。メックを主体とするため、本作ではチップによるカスタマイズが豊富となっている。
シリーズ開始時点ではコスモ歴20X5年であったが、本作開始時点で既に1年が経過しコスモ歴20X6年となっていることが判明した。

## ストーリー
コスモ歴20X6年、スペースパイレーツによるフェイゾン汚染の危機はサムス・アランの活躍によって阻止された。
その後、たとえ残党であっても尚強大なスペースパイレーツの脅威を重く見た銀河連邦はコードネーム『ゴーレム』計画を開始。サムスのパワードスーツを基本モデルとしたバトルアーマー『メック』を開発し、銀河連邦兵士による『フェデレーションフォース』を結成した。フェデレーションフォースの最初の任務としてかつて連邦軍の基地が存在したが隕石の衝突により環境が寒冷化したエクセルシオンに基地を再建すべく、バミューダ星系三連惑星『エクセルシオン』『バイオン』『タルバニア』へ調査に向かう。

## システム

### メック
『プライムシリーズ』でのスペースパイレーツとの一連の戦いでパイレーツの脅威を再確認した銀河連邦軍が、部隊の火力支援及び敵施設への潜入捜査用として、サムス・アランのパワードスーツを参考に開発した最新鋭の大型バトルスーツであり、今回のプレイヤーキャラクター。
胴体部分にコクピットがあり、パイロットが背中側から乗り込んで操縦する。基本的にゲーム中での乗降は不可能だが、アクシデントによるメックの機能停止や『イジェクトポッド』と呼ばれる専用の装置を介してのみ、任意での乗降が可能。
下記のような性能を持つ。
アームキャノン
メインとなる攻撃手段。アームキャノンには現在装備しているサブウェポンのホログラムが表示される。ビーム以外にも様々な武器が存在するが、メックには「重量制限」という形で一定のキャパシティが設定されており、持ち出せる武器の数には限りがある。また、それぞれの武器にも固有の重量が設定されているほか、ミッションの内容、参加人数、難易度によって用意される武器の種類、数が変化する。
ビーム攻撃
アームキャノンからビームを発射する。チャージが可能で、チャージ時間に比例してチャージビームの威力が増大する。特に、フルチャージ状態ではアームキャノンが変形し、強力な『オーバーチャージ』を放つことができる。
ミサイル
シリーズお馴染みの重火器。威力が高くロックオンした相手を追尾するが、装備できる数には限りがある。
スーパーミサイル
より強力な大型ミサイル。非常に高威力だが、用意される数が少ない上に一発あたりの重量も大きく、アイテム欄を圧迫する。
スキャンショット
対象をスキャンする特殊ミサイル。単体の威力は低いが、命中した相手の色が変化し、ビームやオーバーチャージが追尾するようになる。また、敵の弱点部位が赤く染まる。
ただし、一部ボスのように形態が変化する等、複数のラウンドを挟む相手の場合、ラウンド移行に伴いスキャン状態が解除されてしまうため、改めて撃ち込み直す必要がある。
フリーズショット
相手を凍結させる効果を持つ氷のウェポン。凍結させた相手は防御力が著しく低下するほか、高温地帯に生息する相手には絶大な威力を発揮する。また、溶岩の壁を凍結させ、ビームで破壊することができるようになる。
ショックショット
相手を追尾する電撃のウェポン。命中させた相手を感電させ、一時的に動きを止める。また、ドローン等の機械系の相手に有効で、命中した際に近くの敵にも電撃が伝達するようになる。電磁ネットの破壊が可能。
ファイアショット
敵を炎上させる効果を持つ炎のウェポン。散弾のように複数のショットが発射される。炎上した相手は継続的にダメージを受け続ける。寒冷地帯の敵に有効であるほか、氷を溶かすこともできる。
スロービーム
対象に照射し続けることで、動きを遅くさせることができる。複数のスロービームを所持している場合、個数を消費して継続的に照射し続けることができる。
センサーボム
設置式の爆弾で、敵の接近を感知し爆発する。威力、範囲共に優れる。直接敵に張りつけることも可能。また、チップによりアイス、ファイア等の特殊効果を付加することも可能。
デコイ
サムス・アランの姿をした人形を設置し、一定時間敵の攻撃対象を反らすことができる。乱戦時などに重宝する。こちらもチップにより、アイス等特殊効果や爆発の機能を追加できる。
リペアカプセル
カプセル状の回復アイテムで、一度地面に設置してから使用する。また、チャージすることで味方や体力が設定されているオブジェクトをロックオンし、直接撃ち込むこともできる。
シールドジェネレーター
発射した場所に、あらゆる攻撃を防ぐシールドを設置する。敵の攻撃だけでなく、惑星バイオンのストームや、惑星タルバニアの有毒ガスのような自然環境からのダメージも無効化する。こちらもチャージすることで、味方やオブジェクトにロックオンし、撃ち込むことが可能。
ロックオン
敵をロックオンすることで、ミサイル等の一部装備が追尾する。ロックオン中に更に照準を動かし、敵の弱点を狙いうつことも可能。
サイドステップ
左右に移動し、敵の攻撃が回避できる。ロックオンの対象がいなくとも発動できる。
ジャンプ
通常のジャンプのほか、ホバーにより一定時間空中を移動できる。
ドローン
シングルプレイ及びメンバーに欠員がいる場合に使用することができる。プレイヤーに随伴しての援護射撃や、オブジェクトの運搬を行ってくれる。重量制限も無く、連れていく際のペナルティも存在しないが、ドローンによる攻撃で入るスコアは、プレイヤーによるものよりも少なくなる。
チップ
メックの基本性能を向上させるアイテム。メックがダウンする、ミッションを中断する等で破損する場合がある。チップのレアリティが高いほど、強力である代わりに破損する確率が高い。
ローンウルフチップ
シングルプレイでのみ使用可能。このチップのみ破損しない。装備するとメックの攻撃力、防御力が大幅に上昇する。本作は複数人で行う前提の過酷なミッションが多く、シングルプレイでは装備が推奨される。ただし、ローンウルフチップを使用せずにミッションをクリアすると、ボーナスとしてスコアが加算されるため、一種のやりこみ要素となっている。
メックペイント
各ミッションでメダルを集めると手に入り、メックの外見を変えることができる。特定のamiiboを読みこませると、特別な能力を持つメックペイントが手に入る。

### ミッション
仲間と協力して惑星を探索・攻略するゲームモードで全22ミッション。すべてのミッションのストーリーは繋がっており、銀河連邦とスペースパイレーツの戦いが描かれる。オフラインとオンラインでのマルチプレイに対応しているほか、難易度は向上するが1人でのプレイも可能。

### ブラストボール
3対3のチームに分かれてボールを打ち合い、相手のゴールに入れた点数を競うゲームモード。銀河連邦の一員になるための訓練という位置づけで、いわゆる操作を覚えるためのチュートリアルである。プロデューサーの田邊によると、人対人の対戦では初心者が勝てずどうしても差がついてしまうため、ボールを撃ちあうことでそれを解消したとしており、ミッションモードよりも先に制作が始められた。
また、2016年9月30日までの限定でオンラインプレイが可能なブラストボールがニンテンドーeショップで無料配信された。

## キャラクター
アレックス
本オペレーション『ゴーレム』の指揮を執る連邦軍司令官。アザーエムで描写されたアダムと同デザインの軍服、司令官専用のヘルメットを着用している。
エクセルシオン軌道上に停泊する連邦軍母艦『イージス』より、フェデレーションフォースに指示を送る。
サムス・アラン
シリーズお馴染みの主人公で腕利きのバウンティ・ハンター。作中でスペースパイレーツの暗躍が明らかになって以降、連邦軍からの依頼により作戦に途中から参加する。
本作では操作キャラとしては登場しないが、スペースパイレーツのミサイル発射基地を一ヵ所を除いて全て単独で壊滅させる、強力な敵キャラクター数体を一撃でまとめて撃破する等、随所において存在感を見せつける。
今作はプライム3終了後であるため、プライム3と同じ戦闘機型のスターシップに搭乗している。
惑星バイオンの古代種族
固有名称は作中では明かされない。惑星バイオンに文明を築いていたが、現在は滅亡してしまっている。『オーブ』と呼ばれる球体を崇拝していた。惑星の過酷な環境に耐えるために巨大化技術を生み出したとされる。作中で確認できるゴーレムや遺跡のデザインから、蛇やトカゲのような爬虫類型のエイリアンであったと思われる。

### ボス
ホッパーネスト
惑星エクセルシオンの連邦軍基地跡に存在する、原生生物アイスホッパーの発生源。アイスホッパーを際限無く生み出し続けるため、かつてこの星に入植していた連邦軍は撤退を余儀なくされた。ホッパーネスト自体も生物であり、外敵に対して体液を撒き散らして攻撃する。
アイスビースト
エクセルシオンの原生生物。非常に巨大な体躯をもつ四足獣。普段は温厚であるようだが、一度怒り出すと手がつけられなくなる程に狂暴化する。作中に複数回登場するほか、生態調査のために複数のアイスビーストを捕獲するミッションも存在する。
ジェネレーター
惑星タルバニアの廃棄されたはずの発電施設の動力部。セキュリティボットやグリムタレット等の無人兵器に守られている。また、一定時間施設内を有毒液で満たす全体攻撃を行う（ちなみにこれは本来攻撃ではなく、発電するための燃料として有毒液を供給しているだけである）。発電施設には何者かの手によって妨害電波の発信器が後付けされており、フェデレーションフォースは発信器の停止のために対峙することになる。
コロッサン
惑星バイオンの遺跡を守護するゴーレム。バイオンの古代種族によって製作されたと推測される。頭部は無く球状の体から直接短い手足が生え、顔面には高硬度な岩石で作られた仮面を装着している。手足を引っ込めて完全な球体に変形することもでき、この状態で高速回転することでテレポートを行い、手からの光弾で攻撃する。作中には複数回登場する。
ソーケン
エクセルシオンの地底湖で銀河連邦軍の調査隊を襲撃した水棲生物。対象を氷付けにする氷塊を生成することができ、二体一組で登場する。ある程度ダメージを与えると二体が合体し、より巨大な個体に強化される。撃破後の調査やステージ中のログから、スペースパイレーツのヒュージネートビームの実験によって巨大化され、操られていたことが判明する。
ゴライアス
惑星バイオンに設置された連邦軍の地下探査機付近に突如出現した巨大生物。その体躯に反して、凄まじい突進力で突き進む。外殻は頑丈で、通常の攻撃を受け付けない。フェデレーションフォース全員との戦いでも完全には倒しきれないなど、生命力も桁違いに高い。最終的には間一髪の所でサムスのスターシップのシップミサイルによる爆撃を受け、ようやく沈黙した。
シラノン
バイオンの古代遺跡に出現した球体で、バイオンの古代種族によって生み出された人工生命体。突如活動を開始し、謎の地下鳴動を引き起こしていた。内部に三つのコアを持つが、普段は溶岩から生成した外殻を纏っている。
センチネル
シラノンと同時に現れる触手。先端を蛇の頭や花弁状等様々な形態に変形させることができ、岩石や誘導弾等多彩な攻撃手段を持つ。
メインフレーム
惑星タルバニアのスペースパイレーツ基地でトランスファーデバイスの守護を行う防衛装置。柱状に積み重なった回転砲台から、こちらを追尾するビームを放つ。砲台を全て破壊すると内部のコアが露出するが、その際は新たにレーザーの回転砲台に身を守らせる。段階が進む毎に、回転砲台が強力な物に強化されていく。
サムス
スペースパイレーツに捕らえられていたサムスにヒュージネートビームが照射、巨大化し暴走した。作中ではモーフボール状態で戦う。
ボムやブーストボールを用いた突進を行うほか、後半にはさらにスパイダーボールやパワーボムも使用してくる。

## 舞台
バミューダ系
今作の舞台となる星系。三つの惑星が存在する。
エクセルシオン
雪と氷に覆われたバミューダ系第一惑星。地表にはかつて落下した隕石によるものと思しき巨大なクレーターが存在する。かつては鉱物資源採掘のため銀河連邦軍が入植しており、連邦軍基地や生物研究所等の設備が存在している。
作中以前に隕石の衝突によって環境が激変し、現在の極寒の惑星へと変貌。それに伴う危険な現住生物の急増などの要因から、連邦軍は施設を放棄し撤退している。
これらの設備の再稼働および現在の惑星の調査が主な任務となる。
バイオン
火山や荒廃した遺跡が存在する灼熱の第二惑星。かつては高度な文明が存在していたが、現在は滅亡している。
これら古代種族の遺跡群には彼らの残した遺産が数多く残されている。
タルバニア
有毒ガスや廃棄された工業都市が広がる第三惑星。この惑星にもかつては文明が存在したが、現在は別の星に移住している。放棄された筈の施設が再稼働されていた為に調査の対象となった。